# Влайкова (кино)
Кино-театър „Влайкова“ е културна институция в София и е най-старият действащ киносалон, запазил своя ретро облик. Пространството е едно от културните богатства на София, а залата му се отдава под наем за различни събития отново от културен характер.
Салонът е застроен на площ от 330 m2  и в момента има 110 седящи места /партер/ и сцена. Преди да се влезе в залата се минава през фоайе, в което се намира касата за продажба на билети за събитията в киносалона и кафе "КиноКлуб 11", място за срещи и събития.
Билети могат да се купят предварително и на място от касата, както и онлайн от сайта на киното!
На втория етаж в сградата от 1945 г. се намира управата на ОНЧиталище "Антон Страшимиров-1926". 
Началото на това уникално място дава една благородна дама и будител, построила на свой парцел и със свои средства един модерен за времето си „кинематограф“, на име Мария Бадева, родена около 1870 г. в гр. Битоля. Тя е скромна учителка. След завършване на Старозагорската гимназия е назначена за главен учител от Екзархията и работи известно време като преподавател в Охрид, Битоля и Солун. През 1910 г. г-жа Бадева се запознава с г-н Тодор Влайков и скоро става негова съпруга. Като любител на киното и театралното изкуство, г-жа Влайкова решава да построи на свое място намиращо се в новия тогава квартал на София, в близост до Орлов мост една сграда за „Кинематограф“. Строежът започва през 1925 г. След завършването си салонът е застроен на площ от 330 кв.м, със сцена и 4 малки гримьорни. Капацитетът е 300 души. Салонът е покрит с железобетонна плоча с идея в последствие да се издигне и втори етаж предназначен за настаняване на бъдещо квартално Народно читалище. На 26 ноември 1925 г. г-жа Мария Влайкова съобщава желанието си да завещае на Министерството на просвещението новостроящият се салон за устройване на ученически „Кинематогроф“, който след смъртта и да се използва за културно просветни цели. Дарението към Министерството на народното просвещение е оформено като завещание с дата 16.02.1926 г. В края на 1925 г. Мария Влайкова съобщава на Министерство на народното просвещение, че желае да предостави безвъзмездно салона, който ще бъде готов през пролетта на следващата година. Дарението оформя няколко месеца по-късно със завещание, като условията ѝ са след смъртта ѝ салонът да бъде притежаван от Министерството, а получените приходи да бъдат използвани за финансирането на образованието в чужбина на шестима от най-даровитите български артисти, трима от които от Македония.За строежа двамата съпрузи ипотекират дома си и натрупват сериозни дългове. Един от тях е в размер на 250 000 лева. 
За съжаление на 31.12.1926 г. страдайки от сърдечно заболяване г-жа Мария Влайкова почива. След нейната смърт на 23.09.1928 г. дарението е прието със Закон от ХХІІ Обикновенно народно събрание, който е утвърден на 16.10.1928 г. с Указ на Цар Борис ІІІ. След смъртта на Мария Влайкова през 1926 г., дарението е прието със закон, който урежда прехвърлянето на собствеността на Министерство на народното просвещение, както и довършването на неговата постройка и покриването на ипотечния дълг.
През следващите години киносалонът е отдаван под наем на различни предприемачи, от 11.04.1936 г. до 01.04.1940 г. В сградата е настанен „Държавен ученически кинематограф“, след това се ползва от новообразуваното акционерно дружество „Филм“, а от 01.01.1943 г. киното се казва временно „Виктория“. При бомбардировките над София на 29 срещу 30 март 1944 г. салонът е улучен от бомба и изгаря заедно с целият инвентар. Наемателят Стилян Георгиев възстановява сградата със свои лични средства и на 15.10.1944 г. киното отново започва да функционира. По-късно в изпълнение на част от завещанието на г-жа Влайкова, с Постановление №7 на Министерският съвет на Народна република България, от 06.04.1949 г. сградата е отстъпена за вечно ползване на кварталното Народно читалище „Антон Страшимиров“. От 1950 г. до 1991 г. Кинефикация София използва салона, а читалището ползва сцената и залата за своите дейности по два пъти в месеца. От 1968г. до 1971 г. киносалонът е прекръстен на „Айзенщайн“ и е филмотечно кино, но поради настояване на съкварталците и обществеността след 1971 г. киното отново възвръща оригиналното си име – „Влайкова“. 
След промените в страната от 1991 г. въпреки огромните трудности най-вече от икономическо естество Образцово Народно Читалище „Антон Страшимиров-1926“, с грижата на добър стопанин ползва, поддържа и ремонтира сградата и киносалона за своята дейност. Към момента кино-театър „Влайкова“ е най-старият действащ читалищен киносалон в България.